# Lijst van voetbalinterlands Brazilië - Senegal
Deze lijst van voetbalinterlands is een overzicht van alle officiële voetbalwedstrijden tussen de nationale teams van Brazilië en Senegal. De landen speelden tot op heden twee keer tegen elkaar. De eerste ontmoeting, een vriendschappelijke wedstrijd, werd gespeeld in Singapore op 10 oktober 2019. Het laatste duel, eveneens een vriendschappelijke wedstrijd, vond plaats op 20 juni 2023 in Lissabon (Portugal)

## Wedstrijden
| № | Plaats    | Datum           | Competitie        | Wedstrijd          | Uitslag |
| - | --------- | --------------- | ----------------- | ------------------ | ------- |
| 1 | Singapore | 10 oktober 2019 | Vriendschappelijk | Brazilië − Senegal | 1 − 1   |
| 2 | Lissabon  | 20 juni 2023    | Vriendschappelijk | Brazilië − Senegal | 2 − 4   |

## Samenvatting
| Competitie        | Totaal gespeeld | Winst Brazilië | Gelijk | Winst Senegal | Doelsaldo Brazilië – Senegal |
| ----------------- | --------------- | -------------- | ------ | ------------- | ---------------------------- |
| Vriendschappelijk | 2               | 0              | 1      | 1             | 3 − 5                        |
| Totaal            | 2               | 0              | 1      | 1             | 3 − 5                        |

Wedstrijden bepaald door strafschoppen worden, in lijn met de FIFA, als een gelijkspel gerekend.
A-internationals · Selecties · CBF · Braziliaans vrouwenelftal · Olympisch elftal · Bondscoaches
1910 – 1919 · 
1920 – 1929 · 
1930 – 1939 · 
1940 – 1949 · 
1950 – 1959 · 
1960 – 1969 · 
1970 – 1979 · 
1980 – 1989 · 
1990 – 1999 · 
2000 – 2009 · 
2010 – 2019 · 
2020 – 2029
WK 1930 · 
WK 1934 · 
WK 1938 · 
WK 1950 · 
WK 1954 · 
WK 1958 · 
WK 1962 · 
WK 1966 · 
WK 1970 · 
WK 1974 · 
WK 1978 · 
WK 1982 · 
WK 1986 · 
WK 1990 · 
WK 1994 · 
WK 1998 · 
WK 2002 · 
WK 2006 · 
WK 2010 · 
WK 2014 · 
WK 2018 · 
WK 2022
OS 1952 · 
OS 1960 · 
OS 1964 · 
OS 1968 · 
OS 1972 · 
OS 1976 · 
OS 1984 · 
OS 1988 · 
OS 1996 · 
OS 2000 · 
OS 2008 · 
OS 2012 · 
OS 2016 · 
OS 2020
1914 · 
1915 · 
1916 · 
1917 · 
1918 · 
1919 · 
1920 · 
1921 · 
1922 · 
1923 · 
1924 · 
1925 · 
1926 · 
1927 · 
1928 · 
1929 · 
1930 · 
1931 · 
1932 · 
1933 · 
1934 · 
1935 · 
1936 · 
1937 · 
1938 · 
1939 · 
1940 · 
1941 · 
1942 · 
1943 · 
1944 · 
1945 · 
1946 · 
1947 · 
1948 · 
1949 · 
1950 · 
1951 · 
1952 · 
1953 · 
1954 · 
1955 · 
1956 · 
1957 · 
1958 · 
1959 · 
1960 · 
1961 · 
1962 · 
1963 · 
1964 · 
1965 · 
1966 · 
1967 · 
1968 · 
1969 · 
1970 · 
1971 · 
1972 · 
1973 · 
1974 · 
1975 · 
1976 · 
1977 · 
1978 · 
1979 · 
1980 · 
1981 · 
1982 · 
1983 · 
1984 · 
1985 · 
1986 · 
1987 · 
1988 · 
1989 · 
1990 · 
1991 · 
1992 · 
1993 · 
1994 · 
1995 · 
1996 · 
1997 · 
1998 · 
1999 · 
2000 · 
2001 · 
2002 · 
2003 · 
2004 · 
2005 · 
2006 · 
2007 · 
2008 · 
2009 · 
2010 · 
2011 · 
2012 · 
2013 · 
2014 · 
2015 · 
2016 · 
2017 · 
2018 ·
2019 ·
2020 ·
2021
Algerije ·
Andorra ·
Argentinië ·
Australië ·
België ·
Bolivia ·
Bosnië en Herzegovina ·
Bulgarije ·
Canada ·
Chili ·
China ·
Colombia ·
Congo-Kinshasa ·
Costa Rica ·
Denemarken ·
DDR ·
Duitsland ·
Ecuador ·
Egypte ·
El Salvador ·
Engeland ·
Estland ·
Finland ·
Frankrijk ·
Gabon ·
Ghana ·
Griekenland ·
Guatemala ·
Guinee ·
Haïti ·
Honduras ·
Hongarije ·
Hongkong ·
Ierland ·
IJsland ·
Irak ·
Iran ·
Israël ·
Italië ·
Ivoorkust ·
Jamaica ·
Japan ·
Joegoslavië ·
Kameroen ·
Kroatië ·
Letland ·
Litouwen ·
Luxemburg ·
Maleisië ·
Marokko ·
Mexico ·
Nederland ·
Nieuw-Zeeland ·
Nigeria ·
Noord-Ierland ·
Noord-Korea ·
Noorwegen ·
Oekraïne ·
Oman ·
Oostenrijk ·
Panama ·
Paraguay ·
Peru ·
Polen ·
Portugal ·
Qatar .
Roemenië ·
Rusland ·
Saoedi-Arabië ·
Senegal ·
Servië ·
Schotland ·
Slowakije ·
Sovjet-Unie ·
Spanje ·
Tanzania ·
Thailand ·
Tsjechië ·
Tsjecho-Slowakije ·
Tunesië ·
Turkije ·
Uruguay ·
Venezuela ·
Verenigde Arabische Emiraten ·
Verenigde Staten ·
Wales ·
Zambia ·
Zimbabwe ·
Zuid-Afrika ·
Zuid-Korea ·
Zweden ·
Zwitserland
Argentinië (1982) ·
Argentinië (2005) ·
Australië (1997) ·
Australië (2006) ·
België (2018) ·
Chili (2014) ·
China (2002) ·
Colombia (2014) ·
Costa Rica (2018) ·
Duitsland (2002) ·
Duitsland (2014) ·
Frankrijk (1998) ·
Frankrijk (2006) ·
Ghana (2006) ·
Hongarije (1954) ·
Italië (1970) ·
Italië (1982) ·
Italië (1994) ·
Japan (2006) ·
Kameroen (2014) ·
Kameroen (2022) ·
Kroatië (2006) ·
Kroatië (2014) ·
Kroatië (2022) ·
Mexico (1999) ·
Mexico (2014) ·
Mexico (2018) ·
Nederland (2014) ·
Portugal (2010) ·
Servië (2018) ·
Spanje (2013) ·
Tsjecho-Slowakije (1962, 2) ·
Turkije (2002, 1) ·
Uruguay (1950) ·
Verenigde Staten (2009, 2) ·
Zweden (1958) ·
Zwitserland (2018)
FSF · 
A-internationals · 
Bondscoaches · Selecties · Senegalees vrouwenelftal · 
Olympisch elftal
1960 – 1969 · 
1970 – 1979 · 
1980 – 1989 · 
1990 – 1999 · 
2000 – 2009 · 
2010 – 2019 · 
2020 – 2029
WK 2002 · 
WK 2018 ·
WK 2022
OS 2012
1959 · 
1960 · 
1961 · 
1962 · 
1963 · 
1964 · 
1965 · 
1966 · 
1967 · 
1968 · 
1969 · 
1970 · 
1971 · 
1972 · 
1973 · 
1974 · 
1975 · 
1976 · 
1977 · 
1978 · 
1979 · 
1980 · 
1981 · 
1982 · 
1983 · 
1984 · 
1985 · 
1986 · 
1987 · 
1988 · 
1989 · 
1990 · 
1991 · 
1992 · 
1993 · 
1994 · 
1995 · 
1996 · 
1997 · 
1998 · 
1999 · 
2000 · 
2001 · 
2002 · 
2003 · 
2004 · 
2005 · 
2006 · 
2007 · 
2008 · 
2009 · 
2010 · 
2011 · 
2012 · 
2013 · 
2014 ·
2015 ·
2016 ·
2017 ·
2018 ·
2019 ·
2020 ·
2021 ·
2022 ·
2023
Algerije ·
Angola ·
Benin ·
Bolivia ·
Bosnië en Herzegovina ·
Botswana ·
Brazilië ·
Burkina Faso ·
Burundi ·
Centraal-Afrikaanse Republiek ·
Chili ·
China ·
Colombia · 
Congo-Brazzaville ·
Congo-Kinshasa ·
Denemarken ·
Ecuador ·
Egypte ·
Engeland ·
Equatoriaal-Guinea ·
Eritrea ·
Ethiopië ·
Frankrijk ·
Gabon ·
Gambia ·
Ghana ·
Griekenland ·
Guinee ·
Guinee-Bissau ·
Indonesië ·
Iran ·
Ivoorkust ·
Japan ·
Kaapverdië ·
Kameroen ·
Kenia ·
Kosovo ·
Kroatië · 
Lesotho ·
Liberia ·
Libië ·
Luxemburg ·
Madagaskar ·
Malawi ·
Maleisië ·
Mali ·
Marokko ·
Mauritanië ·
Mauritius ·
Mexico ·
Mozambique ·
Namibië ·
Nederland ·
Niger ·
Nigeria ·
Noorwegen ·
Oeganda ·
Oezbekistan ·
Oman ·
Polen ·
Qatar ·
Rwanda ·
Saoedi-Arabië ·
Sierra Leone ·
Soedan ·
Swaziland ·
Tanzania ·
Togo ·
Tunesië ·
Turkije ·
Uruguay ·
Verenigde Arabische Emiraten ·
Zambia ·
Zimbabwe ·
Zuid-Afrika ·
Zuid-Korea ·
Zuid-Soedan ·
Zweden
Algerije (2019, 2) ·
Colombia (2018) ·
Denemarken (2002) ·
Engeland (2022) ·
Frankrijk (2002) ·
Japan (2018) ·
Nederland (2022) ·
Polen (2018) ·
Uruguay (2002)